# Amegilla dentiventris
Amegilla dentiventris är en biart som först beskrevs av Rayment 1951.  Amegilla dentiventris ingår i släktet Amegilla och familjen långtungebin. Inga underarter finns listade i Catalogue of Life.

## Bildgalleri

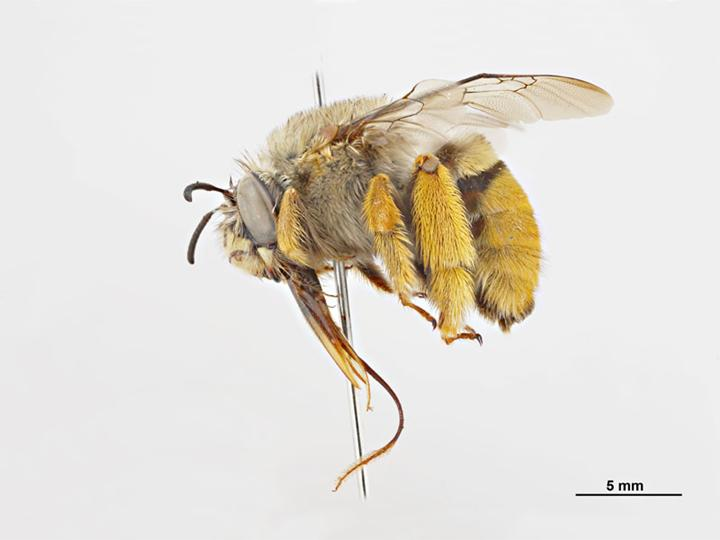
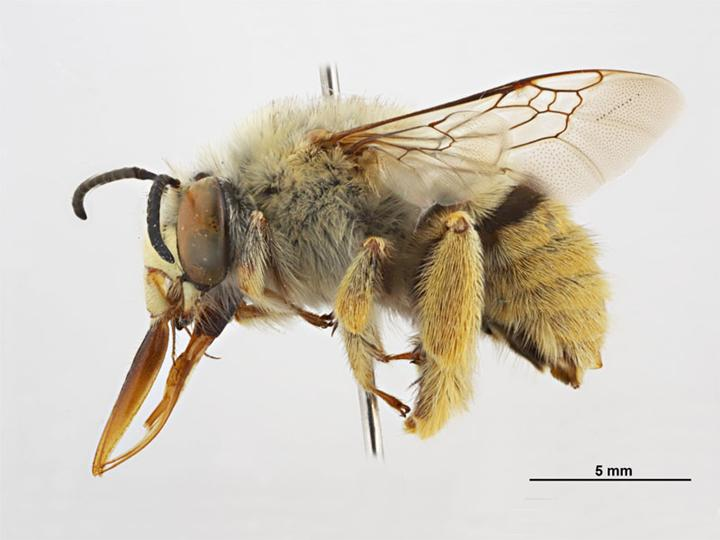